# Liste des préfets du Nord

Logo du préfet de la région Hauts-de-France

Liste des préfets du département français du Nord depuis la création du département. Le siège de la préfecture fut d'abord Douai jusqu'au transfert à Lille en 1804.
Le préfet du Nord est aussi le préfet de la zone de défense Nord, de la région Nord-Pas-de-Calais entre 1964 au 31 décembre 2015, et de la région Hauts-de-France depuis le 1er janvier 2016.

## Liste des préfets

### Consulatet duPremier Empire
| Période          | Période          | Identité                        | Fonction précédente | Observation                                                      |
| ---------------- | ---------------- | ------------------------------- | --- | ---------------------------------------------------------------- |
| 2 mars 1800      | 1801             | Pierre-Mathieu Joubert          | Administrateur général de l'octroi | Conseiller de préfecture du département de la Seine              |
| 23 janvier 1801  | 1805             | Christophe Dieudonné            | Membre du Tribunat | Mort en fonction à Saint-Saulve                                  |
| 7 décembre 1805  | 30 novembre 1810 | François René Jean de Pommereul | Général de division 1er préfet d'Indre-et-Loire (1800-1805)                                                                              | Conseiller d'État                                                |
| 30 novembre 1810 | 1813             | Jean-Marie Valentin-Duplantier  | Avocat du roi au bailliage de Bourg-en-Bresse Membre du Conseil des Cinq-Cents Conseiller général de l'Ain Préfet des Landes (1802-1810) | Maître des requêtes au Conseil d'État                            |
| 16 décembre 1813 | 1814             | Jacques Claude Beugnot          | administrateur du Grand-Duché de Berg | Nommé ministre de l’Intérieur du Gouvernement Provisoire de 1814 |

### Première Restauration(1814-1815)
| Période    | Période | Identité             | Fonction précédente                                 | Observation                                                              |
| ---------- | ------- | -------------------- | --------------------------------------------------- | ------------------------------------------------------------------------ |
| 2 mai 1814 | 1815    | Joseph Jérôme Siméon | Membre du Conseil des Cinq-Cents Membre du Tribunat | Représentant à la Chambre des Cent-Jours Député à la Chambre introuvable |
|            |         |                      |                                                     |                                                                          |

### Cent-Jours(1815)
| Période      | Période | Identité                          | Fonction précédente | Observation |
| ------------ | ------- | --------------------------------- | ------------------- | --- |
| 20 mars 1815 | 1815    | Henri Jean Pierre Dupont-Delporte | Préfet du Taro      | Préfet de la Seine-Inférieure (1830) Pair de France (1839) Commissaire extraordinaire pour le Nord et le Pas-de-Calais |
| 1815         | 1815    | Louis Costaz                      |                     | Commissaire impérial pendant les Cent-Jours                                                                            |

### Seconde Restauration(1815-1830)
| Période | Période | Identité                               | Fonction précédente | Observation                                                 |
| ------- | ------- | -------------------------------------- | --- | ----------------------------------------------------------- |
| 1815    | 1815    | Henri Dupont-Delporte                  | | Commissaire extraordinaire pour le Nord et le Pas-de-Calais |
| 1815    | 1815    | Charles Joseph Dupleix de Mézy         | |                                                             |
| 1816    | 1822    | Auguste Laurent de Rémusat (1762-1823) | Préfet de la Haute-Garonne : nommé par Louis XVIII le 12 juillet 1815, il arrive à Toulouse le 19 mais doit céder la place à Limairac nommé par le duc d'Angoulême). Il reprend ses fonctions le 13 août 1815 jusqu’à mars 1817. |                                                             |
| 1822    | 1828    | Géraud-Antoine-Hippolyte de Murat      | |                                                             |
| 1828    | 1830    | Alban de Villeneuve-Bargemont          | |                                                             |
| 1830    | 1830    | Paul Villiers du Terrage               | |                                                             |

### Monarchie de Juillet (1830-1848)
| Période | Période | Identité                | Fonction précédente | Observation                  |
| ------- | ------- | ----------------------- | ------------------- | ---------------------------- |
| 1830    | 1839    | Alexandre Méchin        | député              |                              |
| 1839    | 1845    | Vicomte de Saint-Aignan |                     |                              |
| 1845    | 1847    | Maurice Duval           |                     |                              |
| 1847    | 1848    | Desmousseaux de Givre   |                     |                              |
| 1848    | 1848    | Anthony Thouret         |                     | Commissaire de la République |

### Deuxième République (1848-1851)
| Période | Période | Identité              | Fonction précédente | Observation                 |
| ------- | ------- | --------------------- | ------------------- | --------------------------- |
| 1848    | 1848    | Charles Delescluze    |                     | Commissaire du gouvernement |
| 1848    | 1849    | Durand de Saint-Amand |                     |                             |
| 1849    | 1849    | Isidore David         |                     |                             |
| 1849    | 1851    | Claude-Marius Vaïsse  |                     |                             |

### Second Empire (1851-1870)
| Période | Période | Identité                          | Fonction précédente             | Observation                       |
| ------- | ------- | --------------------------------- | ------------------------------- | --------------------------------- |
| 1851    | 1857    | Jean Olympie Bouquet, dit Besson  | Préfet de la Haute-Garonne      | nommé Préfet des Bouches-du-Rhône |
| 1857    | 1857    | Pierre Collet-Meygret             |                                 |                                   |
| 1857    | 1865    | Paul Vallon                       |                                 |                                   |
| 1865    | 1866    | Joseph Marie Pietri               |                                 |                                   |
| 1866    | 1868    | Léon-Victor Sencier-Mouzard       |                                 |                                   |
| 1868    | 1870    | Gaston de Verbigier de Saint-Paul |                                 |                                   |
| 1870    | 1870    | Léon Masson                       | Préfet de la Somme en 1848-1851 |                                   |
| 1870    | 1870    | Achille Testelin                  |                                 |                                   |

### Troisième République (1870-1940)
| Période         | Période         | Identité                    | Fonction précédente                | Observation                                                           |
| --------------- | --------------- | --------------------------- | ---------------------------------- | --------------------------------------------------------------------- |
| 1870            | 1870            | Achille Testelin            |                                    | Commissaire de la République                                          |
| 1871            | 1871            | Pierre Legrand              |                                    |                                                                       |
| 1871            | 1871            | Paul Bert                   |                                    |                                                                       |
| 1871            | 1871            | Ernest Hendlé               |                                    | non installé                                                          |
| 1871            | 1871            | Baron                       |                                    | par intérim                                                           |
| 1871            | 1871            | Michel Charles Cleenewerck  |                                    | par intérim, non installé                                             |
| 1871            | 1871            | Baron                       |                                    | intérim                                                               |
| 1871            | 1873            | Seguier                     |                                    |                                                                       |
| 1873            | 1876            | Le Guay                     |                                    |                                                                       |
| 1876            | 1877            | Lizot                       |                                    |                                                                       |
| 1877            | 1877            | Charles Welche              |                                    |                                                                       |
| 1877            | 1882            | Paul Cambon                 |                                    |                                                                       |
| 1882            | 1887            | Jules Cambon                |                                    |                                                                       |
| 1887            | 1890            | Raymond Saisset-Schneider   |                                    |                                                                       |
| 1890            | 1897            | Vel-Durand                  |                                    |                                                                       |
| 1897            | 18 octobre 1898 | Laurenceau                  |                                    |                                                                       |
| 18 octobre 1898 | 8 novembre 1898 | Charles Marie Joseph Bardon | Préfet de la Somme                 | non installé. Nommé préfet des Alpes-Maritimes                        |
| 8 novembre 1898 | 1899            | Vatin                       |                                    |                                                                       |
| 1899            | 1911            | Louis Vincent               |                                    |                                                                       |
| 1911            | 1915            | Félix Trépont               |                                    |                                                                       |
| 1915            | 1915            | Maurice Anjubault           | sous-préfet d'Avesnes en 1911-1914 | Occupation de Lille par l’Allemagne, en fonctions à Lille             |
| 1915            | 1918            | Poivert                     |                                    | Occupation de Lille par l’Allemagne, en fonctions à Lille par intérim |
| 1915            | 1918            | Félix Trépont               |                                    | Occupation de Lille par l’Allemagne, en fonctions à Dunkerque         |
| 1918            | 1918            | Regnier                     |                                    |                                                                       |
| 1918            | 1922            | Armand Naudin               | Préfet du Cher                     |                                                                       |
| 1922            | 1924            | Alfred Morain               |                                    |                                                                       |
| 1924            | 1929            | Louis Hudelo                |                                    |                                                                       |
| 1929            | 1934            | Roger Langeron              | Préfet des Côtes-d'Armor           |                                                                       |
| 1934            | 1936            | Armand Guillon              | Préfet de Seine-et-Oise            |                                                                       |
| 1936            | 1944            | Fernand Carles              |                                    | Préfet régional                                                       |

### Régime de Vichy (1940-1944)
| Période | Période | Identité       | Fonction précédente | Observation     |
| ------- | ------- | -------------- | ------------------- | --------------- |
| 1936    | 1944    | Fernand Carles |                     | Préfet régional |
| 1941    | 1944    | Henry Darrouy  |                     | Préfet délégué  |
|         |         |                |                     |                 |

### GPRF et Quatrième République (1944-1958)
| Période | Période | Identité                   | Fonction précédente | Observation                           |
| ------- | ------- | -------------------------- | ------------------- | ------------------------------------- |
| 1944    | 1944    | Jean Michel Adrien Cabouat |                     | Commissaire régional de la République |
| 1944    | 1944    | Roger Édouard Verlomme     |                     | Commissaire régional de la République |
| 1944    | 1948    | Francis Louis Closon       |                     | Commissaire régional de la République |
| 1944    | 1946    | Roger Verlomme             |                     | préfet                                |
| 1946    | 1955    | Marcel Lanquetin           |                     | préfet                                |
| 1955    | 1958    | Jean Benedetti             |                     | préfet                                |

### Cinquième République (depuis 1958)
| Période          | Période          | Identité                 | Fonction précédente                                                 | Observation                                                                                                  |
| ---------------- | ---------------- | ------------------------ | ------------------------------------------------------------------- | --- |
| 15 octobre 1958  | 22 octobre 1959  | Georges Phalempin        | Préfet du Pas-de-Calais                                             | En congé spécial                                                                                             |
| 22 octobre 1959  | 15 mai 1963      | Robert Hirsch            | Préfet de la Seine-Inférieure (Seine-Maritime)                      | Mis en service détaché à la disposition du ministre d'État chargé de la recherche scientifique               |
| 15 mai 1963      | 29 octobre 1971  | Pierre Dumont            | Préfet inspecteur général régional de la région d'Alger             | Le préfet du Nord devient aussi coordonnateur de la région Nord-Pas-de-Calais, puis préfet de région en 1964 |
| 29 octobre 1971  | 20 mars 1974     | Pierre Dupuch            | Préfet de la région Lorraine, Préfet de la Moselle                  | Admis à la retraite                                                                                          |
| 20 mars 1974     | 27 avril 1978    | André Chadeau            | Préfet de la région Midi-Pyrénées et de la Haute-Garonne            | Placé en service détaché auprès du Premier ministre Raymond Barre                                            |
| 27 avril 1978    | 4 octobre 1982   | Maurice Paraf            | Directeur général de l'administration                               | Admis à la retraite                                                                                          |
| 4 octobre 1982   | 13 février 1985  | Bernard Couzier          | Directeur général de la police nationale                            | Admis à la retraite                                                                                          |
| 8 mars 1985      | 9 avril 1986     | Jean Clauzel             | Préfet de la région Aquitaine et de la Gironde                      | Directeur du cabinet civil et militaire du Ministre de la défense André Giraud                               |
| 9 avril 1986     | 24 juin 1993     | Jean-Claude Aurousseau   | Préfet de la Seine-Saint-Denis                                      | Nommé préfet de la région d’lle-de-France, préfet de Paris                                                   |
| 24 juin 1993     | 4 octobre 1995   | Mahdi Hacene             | Préfet de la région Lorraine, préfet de la Moselle                  | Nommé préfet hors cadre                                                                                      |
| 4 octobre 1995   | 6 mai 1999       | Alain Ohrel              | Préfet de la région Pays de la Loire, préfet de la Loire-Atlantique | Nommé préfet hors cadre                                                                                      |
| 6 mai 1999       | 19 décembre 2002 | Rémy Pautrat             | Préfet de la région Basse-Normandie, préfet du Calvados             | Nommé préfet en mission extraordinaire auprès du ministre de l'intérieur                                     |
| 19 décembre 2002 | mai 2004         | Jean-Pierre Richer       | préfet de la Vienne                                                 | Retraite |
| 9 juillet 2004   | 20 juillet 2006  | Jean Aribaud             | Préfet de la région Haute-Normandie, préfet de la Seine-Maritime    | Nommé préfet en mission extraordinaire auprès du ministre de l'intérieur                                     |
| 20 juillet 2006  | 9 octobre 2008   | Daniel Canepa            | Secrétaire général de l'administration du ministère de l'intérieur  | Nommé préfet de la région Île-de-France, préfet de Paris                                                     |
| 9 octobre 2008   | 8 avril 2011     | Jean-Michel Bérard       | Préfet de la région Centre, préfet du Loiret                        | Nommé préfet hors cadre                                                                                      |
| 8 avril 2011     | 31 juillet 2014  | Dominique Bur            | Préfet de la région Midi-Pyrénées, préfet de la Haute-Garonne       | Admis à la retraite                                                                                          |
| 31 juillet 2014  | 4 mai 2016       | Jean-François Cordet     | Préfet de la région Picardie, préfet de la Somme                    | Au 1er janvier 2016, le préfet du Nord devient le préfet de la nouvelle région Hauts-de-France.              |
| 4 mai 2016       | 19 juillet 2021  | Michel Lalande           | Directeur de cabinet du Ministre de l'intérieur                     | Nommé conseiller maître en service extraordinaire à la Cour des comptes                                      |
| 19 juillet 2021, | 17 janvier 2024  | Georges-François Leclerc | Préfet de la Seine-Saint-Denis                                      | [ 35 ] |
| 17 janvier 2024  |                  | Bertrand Gaume           | Préfet de l'Essonne                                                 | |